# Marzasay
Marzasay är en ort i Azerbajdzjan.   Den ligger i distriktet Astara Rayonu, i den sydöstra delen av landet, 220 km söder om huvudstaden Baku. Marzasay ligger 207 meter över havet och antalet invånare är 449.
Terrängen runt Marzasay är kuperad åt sydväst, men åt nordost är den platt. Terrängen runt Marzasay sluttar österut. Runt Marzasay är det ganska tätbefolkat, med 129 invånare per kvadratkilometer.. Närmaste större samhälle är Lankaran, 18,2 km norr om Marzasay.
Omgivningarna runt Marzasay är en mosaik av jordbruksmark och naturlig växtlighet.